# Serhiy Popov
Serhiy Oleksándrovich Popov (Makiivka, Unión Soviética, 22 de abril de 1971) es un ex-futbolista y entrenador ucraniano, se desempeñaba como defensa. Fue internacional con la selección de fútbol de Ucrania durante 10 años seguidos, de 1993 a 2003.

## Clubes
| Club                    | País            | Año         | Partidos | Goles |
| FC Illichivets Mariupol | Unión Soviética | 1989        | 21       | 0     |
| FC CSKA Kiev            | Unión Soviética | 1990 - 1991 | 36       | 2     |
| PFC Niva Vannitsia      | Unión Soviética | 1991        | 24       | 7     |
| FC Shajtar Donetsk      | Ucrania         | 1992 - 1996 | 96       | 12    |
| FC Zenit                | Rusia           | 1996 - 1997 | 38       | 2     |
| FC Shajtar Donetsk      | Ucrania         | 1997 - 2004 | 142      | 28    |
| PFK Metalurg Zaporizhia | Ucrania         | 2004 - 2006 | 31       | 2     |

- Datos: Q2490992